# Alfredo San Juan Colomer
Alfredo San Juan Colomer (n. 1892) va ser un militar i aviador espanyol.

## Biografia
Va néixer a Barcelona el 29 de setembre de 1892. Va cursar estudis a la Acadèmia d'Infanteria de Toledo, on es llicenciaria el 1914 com el primer de la seva promoció. Va ser company de promoció de Vicent Rojo Lluch. Posteriorment es diplomaria en Estat Major, cursant també estudis d'aeronàutica. Va arribar a participar en la Guerra del Rif, primer en una unitat de regulars i, posteriorment, al capdavant d'una esquadrilla de caces.
Després de l'esclat de la Guerra civil es va mantenir fidel a la Segona República. Durant el transcurs de la contesa va exercir diversos càrrecs de responsabilitat, arribant a ser director de diversos centres d'ensenyament militar, com l'Escola d'Aplicació Tàctica de l'Exèrcit, l'Escola d'Estat Major Central i l'Escola Popular d'Estat Major. També va ser cap d'Estat Major del IX Cos d'Exèrcit, en el front d'Andalusia. Al final de la contesa es va exiliar a Mèxic, on va exercir com a professor de l'Escola Militar d'Aviació de Monterrey, així com professor en la Universitat de Nuevo León. Va residir a Mèxic fins a la seva defunció.
Va arribar a publicar diversos treballs sobre l'aviació militar.